# سكوت كوبر
سكوت كوبر (بالإنجليزية: Scott Cooper) هو لاعب كرة قاعدة أمريكي، ولد في 13 أكتوبر 1967 في سانت لويس في الولايات المتحدة.

## وصلات خارجية
- سكوت كوبر على موقع الدوري الياباني لكرة القاعدة (الإنجليزية)
- سكوت كوبر على موقعبيزبول رفرنس.كوم (الدوري الرئيسي) (الإنجليزية)
- سكوت كوبر على موقعبيزبول رفرنس.كوم (الدوري الثانوي) (الإنجليزية)
- سكوت كوبر على موقع مشجعي الرسوم البيانية (الإنجليزية)